# Вйосна (Великопольське воєводство)
Вйосна (пол. Wiosna) — село в Польщі, у гміні Кшикоси Сьредського повіту Великопольського воєводства.
У 1975-1998 роках село належало до Познанського воєводства.